# Дарсонвалізація
Дарсонвалізація — лікування електричними і електромагнітними коливаннями високої частоти, великої напруги і малої сили. В основі фізіологічної дії струмів лежать рефлекторні явища. Спосіб лікування названо на честь її винахідника фізика і фізіотерапевта Жака-Арсена д'Арсонваля.[джерело?]

## Спосіб дії
Лікування знижує чутливість нервових закінчень, розширює дрібні кровоносні судини, пришвидшує обмін речовин. Для проведення місцевої дарсонвалізації, до потрібної ділянки тіла прикладають, або вводять в порожнину тіла, порожнистий скляний електрод, по якому від пристрою протікає змінний електричний струм високої частоти (100-500 кГц) напругою до 30 кВ.
Високочастотні імпульсні розряди струму, створюють подразнювальну дію на рецептори (наприклад, шкіри) і рефлекторним шляхом, викликають відповідні реакції внутрішніх органів і систем організму. Впливаючи на рецептори шкіри або слизової оболонки, ці імпульсні струми спричинюють відповідні часткові та загальні рефлекторні реакції, й одночасно мають місцеву дію щодо тканини, наприклад зігрівання.
Покращується кровообіг у капілярах, розширюються артеріоли, підвищується тонус вен, посилюється обіг поживних речовин, як в артеріальному, так і венозному руслах. Це веде до покращення тканинного обміну і поліпшення живлення тканин. Терапевтична дія дарсонвалізації: болезаспокійлива, протисвербіжна, вазомоторна, пришвидшення загоєння ран (цьому сприяє також і озон, що утворюється під час дарсонвалізації).
Правила безпеки, застереження
• розетка в яку вмикається пристрій, повинна мати контакт занулення\заземлення;
• не використовувати пристрій у вологих приміщеннях, або там де струмопровідна підлога (ванни, кухні);
• під час дарсонвалізації, не торкатися заземлених предметів, приладів (холодильник, пральна машина, тощо), не користуватися смартфоном\планшетом;
• особам які застосовують електрокардіостимулятори,  страждають на епілепсію, мають пухлини та деякі інші захворювання і стани, заборонена дарсонвалізація.